# Piotr Zajęcki
Piotr Zajęcki (ur. 15 czerwca 1940 w Równem na Wołyniu, zm. 27 kwietnia 2012 w Gdańsku) – polski malarz, grafik, profesor ASP w Gdańsku. 

## Życiorys
W latach 1954–1961 uczył się w Liceum Technik Plastycznych w Gdyni-Orłowie. Następnie studiował w gdańskiej PWSSP (ASP) na Wydziale Malarstwa ze specjalizacją grafiki warsztatowej u prof. Zygmunta Karolaka. Dyplom uzyskał w 1967 r. w pracowni malarskiej prof. Stanisława Borysowskiego. Po studiach pracował w Art-Regionie, następnie w 1969 r. związał się z macierzystą uczelnią. Początkowo pracował jako asystent w pracowni grafiki warsztatowej prowadzonej. Później w 1972 r. został starszym asystentem w pracowni grafiki warsztatowej na Wydziale Malarstwa i Rzeźby, w latach 1976–1986 był adiunktem w Katedrze Malarstwa i Rzeźby. Od 1979 r. uczył również w pracowni malarstwa dla Zaocznego Studium Pedagogicznego. W 1981 r. objął kierownictwo Pracowni Malarstwa i Rysunku dla kierunku Wzornictwo Przemysłowe na Wydziale Architektury Wnętrz i Wzornictwa Przemysłowego. W latach 1986–1991 był docentem, w 1991 r. został profesorem nadzwyczajnym w Katedrze Malarstwa i Rysunku na Wydziale Architektury i Wzornictwa Przemysłowego. W 1996 r. otrzymał tytuł profesora naukowego. W latach 2008–2011 pracował w Międzywydziałowym Instytucie Nauk o Sztuce Akademii Sztuk Pięknych w Gdańsku. Ponadto w latach 1970–1986 był instruktorem malarstwa i grafiki w Osiedlowym Domu Kultury w Gdańsku-Oliwie. Działał w ZPAP.
Zmarł w Gdańsku, pochowany 4 maja 2012 r. na nowym cmentarzu Komunalnym w Pruszczu Gdańskim.

## Nagrody, wyróżnienia i odznaczenia
- 1968 – nagroda na Ogólnopolskiej Wystawie Młodego Malarstwa Rzeźby i Grafiki w Sopocie
- 1968 – II nagroda na Wystawie grafiki tematycznej związanej z Gdańskiem
- 1969 – wyróżnienie w V Ogólnopolskim Konkursie Grafiki Marynistycznej z okazji 25-lecia PRL[5]
- 1970 – nagroda rektorska
- 1970 – II nagroda Grafika Wiosny w Konkursie Grafika Kwartału
- 1970 – III nagroda Grafika Lata w Konkursie Grafika Kwartału
- 1972 – stypendium Gdańskiego Towarzystwa Przyjaciół Sztuki
- 1972 – I nagroda Grafika Wiosny w Konkursie Grafika Kwartału
- 1973 – I nagroda Grafika Wiosny w Konkursie Grafika Kwartału
- 1973 – II nagroda Grafika Lata w Konkursie Grafika Kwartału
- 1976 – stypendium Ministra Kultury i Sztuki
- 1978 – stypendium Ministra Kultury i Sztuki
- 1982 – nagroda II stopnia zespołowa Ministra Kultury i Sztuki
- 1983 – stypendium Ministra Kultury i Sztuki
- 1989 – nagroda Gdańskiego Towarzystwa Przyjaciół Sztuki w dziedzinie malarstwa
- 1990 – nagroda rektorska II stopnia
- 1993 – nagroda rektorska I stopnia
- 1995 – Odznaka „Zasłużony Działacz Kultury”

Źródło:.